# Onthophagus gabonensis
Onthophagus gabonensis är en skalbaggsart som beskrevs av Walter 1989. Onthophagus gabonensis ingår i släktet Onthophagus och familjen bladhorningar. Inga underarter finns listade i Catalogue of Life.